# Curtis (альбом 50 Cent)
Curtis — третій студійний альбом американського репера 50 Cent, виданий 11 вересня 2007 р. лейблами Shady Records, Aftermath Entertainment та Interscope Records. Платівка посіла 2-гу сходинку чарту Billboard 200 з результатом у 691 тис. проданих копій за перший тиждень. Після декількох років спаду продажу музичних релізів 11 вересня 2007, коли вийшли Curtis та альбом Каньє Веста Graduation, назвали «великим днем для хіп-хопу».

## Передісторія
Спочатку 50 Cent планував видати в 2007 Before I Self Destruct. Проте він вирішив перенести його на 2008 і натомість випустив Curtis. Назву альбому було змінено двічі: вперше — з Curtis на Curtis SSK, а вдруге — назад на Curtis. «S.S.K.» (абревіатура «SoundScan Killer») повинна була показати тиск, який 50 Cent відчував на шляху до успіху. «S.S.K.» також означає «SouthSide King» (саме її зазначено у буклеті) та «Shoot, Stab, Kill». 50 Cent заявив, що альбом навіяно його життям до студійного дебюту Get Rich or Die Tryin'. У січні 2007 DJ Whoo Kid спрогнозував, що альбом буде подвійним, один CD міститиме пісні на клубну тематику, а інший — на ґанґстерську. Проте це не справдилося.

## Запис
50 Cent записав частину платівки в старому будинку своєї бабусі у Південній Ямайці, Квінз. Для роботи над «Ayo Technology» репер вилетів до Флориди й закінчив пісню в Г'юстоні. На відміну від Get Rich or Die Tryin' та The Massacre, Curtis містить більше треків з участю артистів, котрі не належали до табору G-Unit Records. Говорячи про співпрацю з новими виконавцями 50 Cent заявив, що «на альбомі я знаходив для себе місце, де я відчував би себе задоволеним своєю кар'єрою, де я міг би творити з іншими виконавцями й трохи поекспериментувати».
В інтерв'ю журналу XXL він заявив:
| Ліві лапки | Я хочу сказати, це просто воскрешає в моїй пам'яті спогади. Я на своєму старому місці, бачу старі обличчя, починаю відчувати речі такими, якими вони є. Я здатен написати матеріал з позиції, з котрої я не міг би зробити це в будь-якому іншому місці. І я був в одному з тих знайомих місць, де я не міг нічого вигадати… Щодо мене, коли я повернуся сюди, це ніби мої ноги знову на землі. На мою думку, ніщо не є більш болючим, ніж знаючи як це бути успішним, втратити все. Тож на деяких рівнях, мені корисно рухатися вперед та повернутися з фінансового простору, щоб нагадати про себе й мати змогу реально цінувати, те, що у мене є. | Праві лапки |

## Комерційний успіх

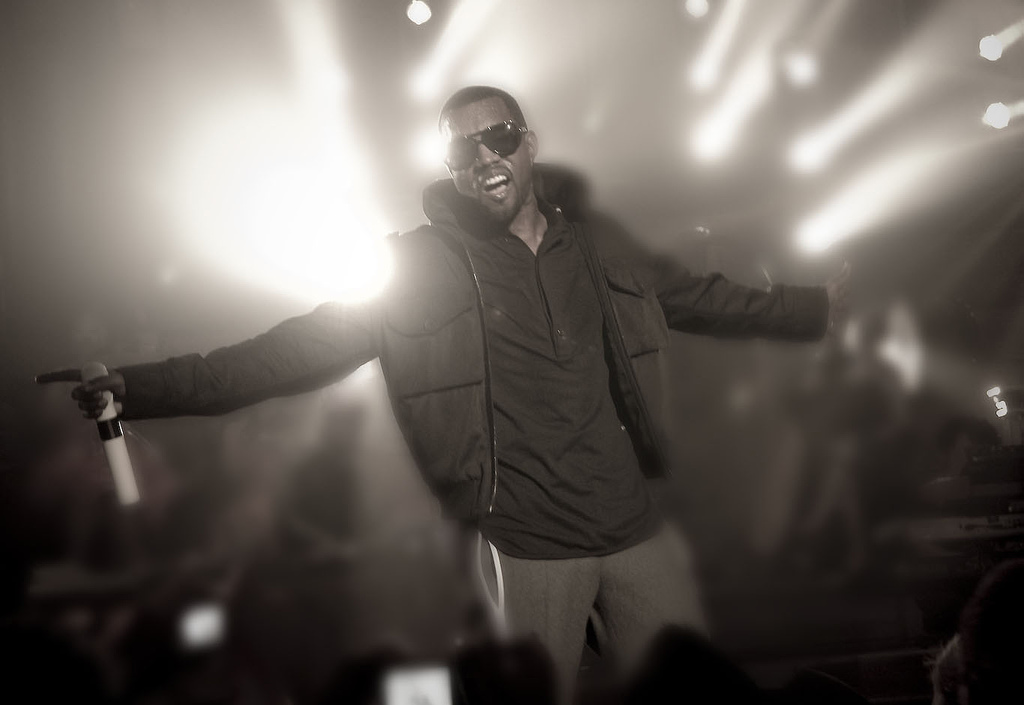
Каньє Вест взяв участь у змаганні альбомів з 50 Cent.

Curtis дебютував на 2-ій сходинці чарту Billboard 200 з результатом у 691 тис. копій за перший тиждень. Це четверте місце серед альбомів 2007 р. з найбільшим накладом за перший тиждень. Однак тираж платівки виявився набагато меншим за попередні студійні роботи репера.
За другий тиждень у США результат становить — 143 тис., за третій — 71 тис., за четвертий — 50 тис., за п'ятий — 38 тис., за шостий — 30 тис., за сьомий — 24 тис., за восьмий — 20 тис., за дев'ятий — 17 тис., за десятий — 17 тис., за одинадцятий — 21 тис., за дванадцятий — 15 тис., за тринадцятий — 17 тис., за чотирнадцятий — 19 тис., а п'ятнадцятий — 25 тис. У 2007 усього придбали 1,225 млн копій Curtis.

### Змагання зGraduation
У липні 2007 Каньє Вест переніс дату виходу Graduation, свого третього студійного альбому, з 18 вересня 2007 на 11 вересня. Унаслідок цього виконавці стали конкурентами. 50 Cent заявив, що він припинить видавати сольні платівки, якщо Каньє продасть більше копій. Пізніше репер назвав це піар-ходом спрямованим на підвищення накладів обох релізів.
Результат Graduation за перший тиждень становив 957 тис., результат Curtis — 691 тис. Це є другим випадком з 1991, коли Nielsen SoundScan почали збирати дані, щоб два альбоми розійшлися в США накладом понад 600 тис. за такий термін; перший трапився у 1991, коли гурт Guns N' Roses випустив Use Your Illusion I (685 тис.) та Use Your Illusion II (770 тис.). Загальний наклад Graduation і Curtis перевершив загальний результат двох альбомів колективу (за перший тиждень). Через рік, у вересні 2008, Billboard оприлюднив цифри продажу релізів: Curtis — 1,336 млн, Graduation — 2,116 млн.

## Відгуки
Більшість критиків неоднозначно оцінили альбом. На їх думку виконавець балансує на платівці між «жорсткими» та «м'якими» піснями.
Часопис Time присвоїв синглу «I Get Money» 6-ту позицію у рейтингу 10 найкращих пісень 2007. Завдяки Curtis репер переміг у номінації «Найпродаваніший хіп-хоп виконавець» на 2007 World Music Awards. Entertainment Weekly надав релізу 3-тю сходинку у списку «Найгірших альбомів 2007».

## Список пісень
| #   | Назва                                                      | Автор                                                            | Продюсер(и)                         | Тривалість |
| --- | ---------------------------------------------------------- | ---------------------------------------------------------------- | ----------------------------------- | ---------- |
| 1.  | «Intro»                                                    |                                                                  | 50 Cent, Eminem                     | 0:50       |
| 2.  | «My Gun Go Off»                                            | Кертіс Джексон, Адам Дейч, Ерік Красно, Дерик Проспер            | Adam Deitch, Eric Krasno            | 3:12       |
| 3.  | «Man Down»                                                 | Джексон, Бен Ралей, Дон Кеннон, Дж. Павелл, Девід Мук            | Detroit Red; Don Cannon (співпрод.) | 2:49       |
| 4.  | «I'll Still Kill» (за участі Akon)                         | Джексон, Аляун Тіам, Халіл Абдул-Рахман, Браян «Kobe» Ганікатт   | DJ Khalil                           | 3:43       |
| 5.  | «I Get Money»                                              | Джексон, Кірк Робінсон, Вільям Стенберрі                         | Apex                                | 3:43       |
| 6.  | «Come & Go»                                                | Джексон, Террі Льюїс, Дж. Гарріс, Андре Янґ, Давон Паркер        | Dr. Dre                             | 3:28       |
| 7.  | «Ayo Technology» (з участю Justin Timberlake та Timbaland) | Джексон, Тім Мослі, Джастін Тімберлейк, Нейт Гіллс               | Timbaland, Danja (співпрод.)        | 4:07       |
| 8.  | «Follow My Lead» (з участю Robin Thicke)                   | Джексон, К. Вітакр, Джош Гендерсон                               | Tha Bizness                         | 3:17       |
| 9.  | «Movin' on Up»                                             | Джексон, Фредді Перрен, Леон Веєр, Крістін Яріен, Джейкоб Даттон | Jake One                            | 3:24       |
| 10. | «Straight to the Bank»                                     | Джексон, Тай Фіфф, А. Янґ                                        | Ty Fyffe, Dr. Dre (дод. прод.)      | 3:10       |
| 11. | «Amusement Park»                                           | Джексон, Терайк Кроуфорд, А. Р. Гатчетт, Гейлі Кемпбелл          | Dangerous LLC                       | 3:09       |
| 12. | «Fully Loaded Clip»                                        | Джексон, Кехуан Мучіта                                           | Havoc                               | 3:13       |
| 13. | «Peep Show» (з участю Eminem)                              | Джексон, Джефф Бесс, Маршалл Метерс, Майк Стрендж, Тоні Кампана  | Eminem                              | 3:52       |
| 14. | «Fire» (з участю Nicole Scherzinger та Young Buck)         | Джексон, С. Джордан, А. Янґ, Д. Паркер, Ніккі Ґрієр, С. Ґарретт  | Dr. Dre                             | 2:49       |
| 15. | «All of Me» (з участю Mary J. Blige)                       | Джексон, Дж. Даттон                                              | Jake One                            | 3:51       |
| 16. | «Curtis 187»                                               | Джексон, К. Мучіта                                               | Havoc                               | 3:57       |
| 17. | «Touch the Sky» (з участю Tony Yayo)                       | Джексон, Марвін Бернард, Джейсон Гаррольд, Кейон Гаррольд        | K-Lassik Beats                      | 3:10       |

| Британський бонус-трек | Британський бонус-трек | Британський бонус-трек       | Британський бонус-трек | Британський бонус-трек |
| #                      | Назва                  | Автор                        | Продюсер               | Тривалість             |
| ---------------------- | ---------------------- | ---------------------------- | ---------------------- | ---------------------- |
| 18.                    | «Hustler's Ambition»   | Джексон, Б. Г'юс, Ф. Беверлі | B-Money «B$»           | 3:57                   |

| Японський бонус-трек | Японський бонус-трек  | Японський бонус-трек             | Японський бонус-трек | Японський бонус-трек |
| #                    | Назва                 | Автор                            | Продюсер             | Тривалість           |
| -------------------- | --------------------- | -------------------------------- | -------------------- | -------------------- |
| 18.                  | «Smile (I'm Leavin')» | Джексон, Керол Сеґер, Кенні Ешер | Klasic               | 4:29                 |

| Бонус-треки японського делюкс-видання | Бонус-треки японського делюкс-видання                         | Бонус-треки японського делюкс-видання | Бонус-треки японського делюкс-видання | Бонус-треки японського делюкс-видання |
| #                                     | Назва                                                         | Автор                                 | Продюсер                              | Тривалість                            |
| ------------------------------------- | ------------------------------------------------------------- | ------------------------------------- | ------------------------------------- | ------------------------------------- |
| 18.                                   | «Smile (I'm Leavin')»                                         | Джексон, К. Сеґер, К. Ешер            | Klasic                                | 4:29                                  |
| 19.                                   | «I Get Money» (Forbes 1,2,3 Remix) (за участю Diddy та Jay-Z) |                                       | Apex                                  | 4:33                                  |

Семпли
- «Intro» містить діалог з фільму «Стрільці» (англ. «Shooters») (2002) у вик. Ендрю Говарда та Меттью Різа.
- «Man Down» містить фраґменти зі «Scooby Doo Theme» (Мук/Ралей).
- «I Get Money» містить фраґменти з «Top Billin» у вик. Audio Two.
- «Come & Go» містить переграні фраґменти з «Just Be Good to Me» (Джем/Льюїс).
- «Movin on Up» містить фраґменти з «Give Me Just Another Day» у вик. The Miracles, «Do It Baby» у вик. The Miracles; «Nuttin but a Drumbeat» у вик. Расселла Сіммонса.
- «I Get Money» (Forbes 1-2-3 Remix) містить фраґменти з «Top Billin» у вик. Audio Two.

## Учасники
- 50 Cent — виконавчий продюсер
- Браян «Big Bass» Ґарденер — мастеринг
- Алексей Гей — фотограф
- Шареіф Зіадат — фото пряжки
- Тоні Єйо, Маркус Гайссер, Менні Сміт — A&R
- Slang Inc. — артдирекція
- Кріс Лайті, Баррі Вільямс — менеджмент
- Ненсі Стерн — очищення семплів

## Чартові позиції
| Чарти (2007)                        | Найвища позиція |
| ----------------------------------- | --------------- |
| Австралія                           | 1               |
| Австрія                             | 4               |
| Бельгія                             | 3               |
| Велика Британія                     | 2               |
| Данія                               | 3               |
| Європа                              | 1               |
| Ірландія                            | 1               |
| Італія                              | 9               |
| Канада                              | 2               |
| Німеччина                           | 2               |
| Нова Зеландія                       | 1               |
| Норвегія                            | 4               |
| США                                 | 2               |
| US Billboard Top Rap Albums         | 2               |
| US Billboard Top R&B/Hip-Hop Albums | 2               |
| Угорщина                            | 5               |
| Франція                             | 3               |
| Швейцарія                           | 1               |

## Сертифікації
| Країна    | Сертифікація | Наклад   |
| --------- | ------------ | -------- |
| Німеччина | Золотий      | 100 тис. |
| Польща    | Золотий      | 10 тис.  |
| Угорщина  | Золотий      | 5 тис.   |